# Мавіс Чибота
Мавіс Чибота (фр. Mavis Tchibota; нар. 7 травня 1996) — конголезький футболіст, нападник клубу «Акрон» та національної збірної Конго.
Відомий за виступами у низці ізраїльських клубів. Чемпіон Болгарії, дворазовий володар Суперкубка Болгарії, володар Кубка Ізраїлю.

## Клубна кар'єра
Мавіс Чибота народився в місті Пуент-Нуар. У дорослому футболі дебютував 2013 року виступами за команду «Дьябль Нуарс», в якій провів два сезони. У 2015 році перейшов до ізраїльського клубу «Маккабі» (Тель-Авів), проте в основній команді не грав, а відразу переданий у оренду до іншого ізраїльського клубу «Хапоель» (Кфар-Сава), в складі якого грав два сезони. У 2017 року також на правах оренди перейшов до клубу «Бней-Єгуда», за рік клуб викупив на нього права у «Маккабі», і наступний сезон футболіст відіграв за «Бней-Єгуда» вже на правах постійного контракту. У цьому сезоні Чибота у складі команди став володарем Кубка Ізраїлю.
У 2019 році Мавіс Чибота став гравцем болгарського клубу «Лудогорець». Вже цього ж року став у складі команди з Разграда став володарем Суперкубка Болгарії. За підсумками першого ж проведеного сезону в новій команді він став чемпіоном Болгарії, а після закінчення регулярного чемпіонату вдруге здобув титул володаря Суперкубка Болгарії. За підсумками другого проведеного сезону Чибота знову став  чемпіоном Болгарії та володаря Суперкубка Болгарії.
У 2022 році Мавіс Чибота став гравцем ізраїльського клубу «Маккабі» (Хайфа). У складі нової команди конголезький футболіст став дворазовис чемпіоном Ізраїлю.

## Виступи за збірні
2011 року дебютував у складі юнацької збірної Конго (U-17), загалом на юнацькому рівні взяв участь у 4 іграх. 2017 року дебютував в офіційних матчах у складі національної збірної Конго. На початок 2023 року зіграв у складі збірної 9 матчів, у яких забитими м'ячами не відзначився.
| Дата       | Місто      | Господарі        | Результат | Гості            | Турнір                                  | Голи | Примітки |
| ---------- | ---------- | ---------------- | --------- | ---------------- | --------------------------------------- | ---- | -------- |
| 5-9-2017   | Браззавіль | Республіка Конго | 1 – 5     | Гана             | Відбір до ЧС 2018                       | -    | 59'      |
| 9-10-2020  | Паршал     | Гамбія           | 1 – 0     | Республіка Конго | товариський матч                        | -    | 78'      |
| 12-11-2020 | Браззавіль | Республіка Конго | 2 – 0     | Есватіні         | Відбір до Кубка африканських націй 2021 | -    | 56' 76'  |
| 16-11-2020 | Манзіні    | Есватіні         | 0 – 0     | Республіка Конго | Відбір до Кубка африканських націй 2021 | -    | 46'      |
| 2-9-2021   | Совето     | Намібія          | 1 – 1     | Республіка Конго | Відбір до ЧС 2022                       | -    | 55'      |
| 7-9-2021   | Браззавіль | Республіка Конго | 1 – 3     | Сенегал          | Відбір до ЧС 2022                       | -    | 75'      |
| 12-10-2021 | Браззавіль | Республіка Конго | 1 – 2     | Того             | Відбір до ЧС 2022                       | -    | 46'      |
| 11-11-2021 | Браззавіль | Республіка Конго | 1 – 1     | Намібія          | Відбір до ЧС 2022                       | -    | 46'      |
| Усього     |            | Матчів           | 8         |                  | Голів                                   | 0    |          |

## Титули і досягнення
- Володар Кубка Ізраїлю (1):

«Бней-Єгуда»: 2018-19
- Чемпіон Болгарії (2):

«Лудогорець»: 2019-20, 2020-21
- Володар Суперкубка Болгарії (2):

«Лудогорець»: 2019, 2021
- Чемпіон Ізраїлю (2):

Маккабі (Хайфа): 2021-22, 2022–23